# IDOL (방탄소년단의 노래)
〈IDOL〉(아이돌)은 대한민국의 보이 그룹 방탄소년단의 노래로, 2018년 8월 24일 방탄소년단의 두 번째 컴필레이션 음반 《LOVE YOURSELF 結 'Answer'》의 리드 싱글로 발매되었다. 이 노래는 남아프리카의 비트 리듬에 국악 장단과 추임새를 결합한 EDM 장르의 곡이다. 니키 미나즈가 피처링한 이 노래의 다른 버전 또한 디지털 음반에 보너스 트랙으로 포함되어 있다.

## 뮤직 비디오
2018년 8월 22일, 이 노래의 티저 동영상이 공개되었다. 뮤직 비디오는 2018년 8월 24일 공개되었다.

## 출시 역사
| 지역   | 날짜            | 포맷            | 레이블           | 참조  |
| ------ | --------------- | --------------- | ---------------- | ----- |
| 다양함 | 2018년 8월 24일 | 디지털 다운로드 | 빅히트, 아이리버 | [ 6 ] |